# Энтуганское сельское поселение
Энтуганское се́льское поселе́ние — муниципальное образование в Буинском районе Татарстана Российской Федерации.
Административный центр — село Энтуганы.

## История
Статус и границы сельского поселения установлены Законом Республики Татарстан от 31 января 2005 года № 17-ЗРТ «Об установлении границ территорий и статусе муниципального образования "Буинский муниципальный район" и муниципальных образований в его составе».

## Население
| 2010 | 2011 | 2012 | 2013 | 2014 | 2015 | 2016 |
| ---- | ---- | ---- | ---- | ---- | ---- | ---- |
| 918  | ↘913 | ↘888 | ↘856 | ↘834 | ↘802 | ↘787 |
| 2017 | 2018 |      |      |      |      |      |
| ↘763 | ↘754 |      |      |      |      |      |

## Состав сельского поселения
| № | Населённый пункт | Тип населённого пункта       | Население  |
| - | ---------------- | ---------------------------- | ---------- |
| 1 | Вольный Стан     | село                         | 445 (2010) |
| 2 | Энтуганы         | село, административный центр | 473 (2010) |